# Huelgoat

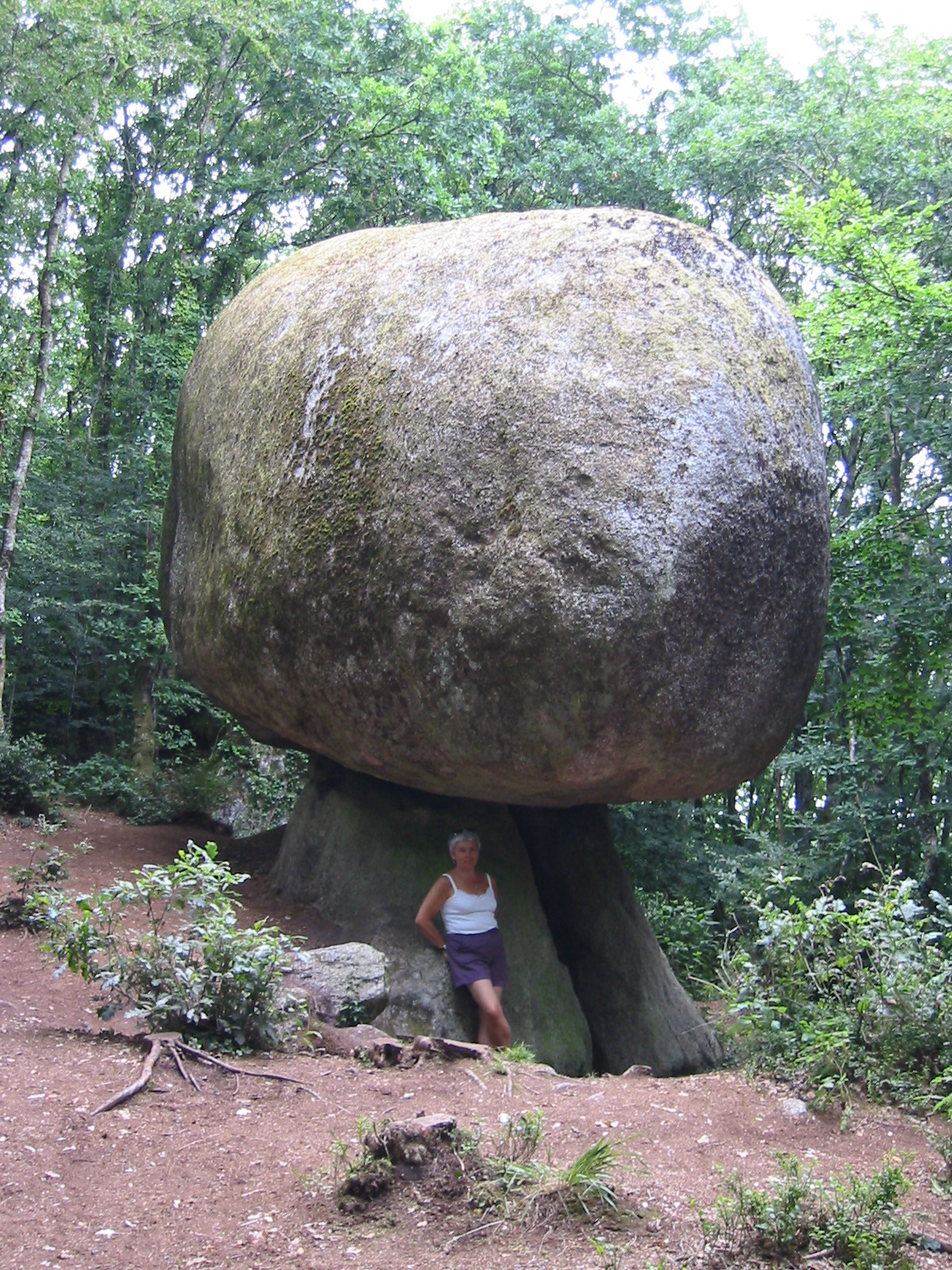
Le Champignon rock, Huelgoat

Huelgoat (tiếng Breton: An Uhelgoad) là một xã của tỉnh Finistère, thuộc vùng Bretagne, miền tây bắc Pháp.

## Dân số
Người dân ở Huelgoat được gọi là Huelgoatains.